# Естела Рибеиро
Естела Рибеиро (шп. Estela Ribeiro; Сао Пауло, 20. март 1980) бразилска је глумица, певачица, гласовна глумица и дипломирана балерина. На Дизни каналу ради од своје 21. године. Учествовала је у бразилској верзији оригиналног бродвејског мјузикла Чикаго. Позната је по улози Ђулијане у серији Ја сам Луна, а глумиће и Алис у теленовели Биа 2019. године.